# Konstancja Ligęza
Konstancja Ligęza, née en 1618 et décédée en 1648, est une aristocrate polonaise.
Fille du châtelain Mikołaj Spytek Ligęza et de Zofia Krasińska, elle a été mariée en 1641 au Grand maréchal Jerzy Sebastian Lubomirski.
Konstancja Ligęza est la mère de Hieronim Augustyn Lubomirski, Stanisław Herakliusz Lubomirski, Krystyna Lubomirska et Aleksander Lubomirski.